# Lista de estádios de futebol do estado de São Paulo
Esta é uma lista dos estádios de futebol do estado de São Paulo, com um breve resumo de suas informações e listados regionalmente na ordem alfabética.

## Cidade de São Paulo
† Maior estádio da região 
| Estádio                              | Capacidade | Localidade   | Proprietário                               | Time                             | Inauguração | Ref(s) |
| ------------------------------------ | ---------- | ------------ | ------------------------------------------ | -------------------------------- | ----------- | ------ |
| Allianz Parque                       | 43.713     | Zona Oeste   | Sociedade Esportiva Palmeiras              | Palmeiras                        | 1902/2014   | [ 1 ]  |
| Aníbal de Freitas                    | 7.619      | Zona Norte   | Clube de Campo Associação Atlética Guapira | Guapira                          | 1918        | [ 2 ]  |
| Canindé                              | 21.004     | Zona Norte   | Associação Portuguesa de Desportos         | Portuguesa                       | 1956        | [ 3 ]  |
| Capelão (Castelo)                    | abandonado | Zona Sul     | Prefeitura de São Paulo                    | Barcelona Capela                 | NA          | [ 4 ]  |
| Ceret                                | NA         | Zona Sudeste | Prefeitura de São Paulo                    | Copinha Feminina                 | 1975        | NA     |
| Cícero Pompeu de Toledo (MorumBIS) † | 72.039     | Zona Oeste   | São Paulo Futebol Clube                    | São Paulo                        | 1960/1970   | [ 5 ]  |
| Conde Rodolfo Crespi (Rua Javari)    | 4.211      | Zona Sudeste | Clube Atlético Juventus                    | Juventus                         | 1929        | [ 6 ]  |
| Ícaro de Castro Melo                 | 13.400     | Zona Oeste   | Governo de São Paulo                       | São Paulo Storm                  | 1954        | [ 7 ]  |
| Neo Química Arena                    | 47.605     | Zona Leste   | Sport Club Corinthians Paulista            | Corinthians                      | 2014        | [ 8 ]  |
| Nicolau Alayon                       | 10.723     | Zona Oeste   | Nacional Atlético Clube                    | Nacional                         | 1938        | [ 9 ]  |
| Olímpico da USP                      | 35.000     | Zona Oeste   | Universidade de São Paulo                  | Fupe                             | 1961        | [ 10 ] |
| Mercado Livre Arena Pacaembu         | 26.000     | Zona Oeste   | Allegra Pacaembu                           | Allegra Pacaembu                 | 1940        | [ 11 ] |
| Parque São Jorge                     | 18.500     | Zona Leste   | Sport Club Corinthians Paulista            | Corinthians (categorias de base) | 1928        | [ 11 ] |

## Região Metropolitana de São Paulo
† Maior estádio da região 
| Estádio                           | Capacidade | Localidade            | Proprietário                        | Time                       | Inauguração | Ref(s) |
| --------------------------------- | ---------- | --------------------- | ----------------------------------- | -------------------------- | ----------- | ------ |
| Anacleto Campanella               | 16.744     | São Caetano do Sul    | Prefeitura de São Caetano do Sul    | São Caetano                | 1955        | NA     |
| André Nunes Júnior                | 5.000      | Itapevi               | Prefeitura de Itapevi               | NA                         | 1972        | NA     |
| Antônio Soares de Oliveira        | 6.235      | Guarulhos             | Prefeitura de Guarulhos             | AA Flamengo e Guarulhos    | NA          | NA     |
| Arena Barueri                     | 31.452     | Barueri               | Prefeitura de Barueri               | Oeste e Palmeiras          | 2007        | NA     |
| Baetão                            | 6.315      | São Bernardo do Campo | Prefeitura de São Bernardo do Campo | EC São Bernardo            | 1972        | NA     |
| Bruno José Daniel                 | 11.440     | Santo André           | Prefeitura de Santo André           | Santo André                | 1969        | NA     |
| Distrital do Inamar               | 10.000     | Diadema               | Prefeitura de Diadema               | Água Santa                 | 2009        | NA     |
| Elzo Piteri                       | 2.000      | Osasco                | Prefeitura de Osasco                | Audax                      | N/A         | N/A    |
| Euclides de Almeida               | 10.000     | Cotia                 | Prefeitura de Cotia                 | Cotia                      | 1985        | NA     |
| Francisco Figueira                | 3.445      | Suzano                | Prefeitura de Suzano                | ECUS, USAC                 | 1982        | NA     |
| Francisco Nogueira                | 14.384     | Mogi das Cruzes       | Prefeitura de Mogi das Cruzes       | União Mogi e Atlético Mogi | 1995        | NA     |
| Gabriel Marques da Silva          | 7.200      | Santana de Parnaíba   | Prefeitura de Santana de Parnaíba   | SKA Brasil                 | 2021        | [ 12 ] |
| Hermínio Espósito                 | 5.048      | Embu das Artes        | Prefeitura de Embu                  | Referência FC SAF          | 1981        | NA     |
| José Ferez                        | 4.410      | Taboão da Serra       | Prefeitura de Taboão da Serra       | Taboão da Serra            | 1992        | NA     |
| Niterói                           | 1.000      | Carapicuíba           | Prefeitura de Carapicuíba           | NA                         | 2013        | NA     |
| José Liberatti                    | 12.430     | Osasco                | Prefeitura de Osasco                | Audax, Grêmio Osasco       | 1996        | NA     |
| Pedro Benedetti                   | 8.567      | Mauá                  | Prefeitura de Mauá                  | Mauaense e Mauá            | 1984        | NA     |
| Primeiro de Maio                  | 12.578     | São Bernardo do Campo | Prefeitura de São Bernardo do Campo | São Bernardo FC            | 1968        | NA     |
| Campo de Futebol de Paranapiacaba | N/A        | Paranapiacaba         | Prefeitura de Santo André           | União Lyra Serrano         | 1894        | NA     |

## Baixada Santista
† Maior estádio da região 
| Estádio                       | Capacidade  | Localidade  | Proprietário                   | Time                 | Inauguração | Ref(s) |
| ----------------------------- | ----------- | ----------- | ------------------------------ | -------------------- | ----------- | ------ |
| Antonio Fernandes             | Interditado | Guarujá     | Prefeitura de Guarujá          | Interditado          | 1983        | NA     |
| Caneleira                     | 8.031       | Santos      | Jabaquara Atlético Clube       | Jabaquara            | 1971        | NA     |
| Mansueto                      | 4.912       | São Vicente | São Vicente Atlético Clube     | São Vicente          | 1958        | NA     |
| Marapé                        | 7.635       | Santos      | Associação Atlética Portuguesa | Portuguesa Santista  | 1919        | NA     |
| Roberto Dick                  | NA          | Cubatão     | Prefeitura de Cubatão          | NA                   | NA          | NA     |
| Silvano Ribeiro Diroz         | NA          | Mongaguá    | Prefeitura de Mongaguá         | Mongaguá Praia Clube | 1992        | NA     |
| Vila Belmiro (Santos Arena) † | 18.200      | Santos      | Santos Futebol Clube           | Santos               | 1916        | NA     |

## Vale do Paraíba e Litoral Norte
† Maior estádio da região 
| Estádio                                | Capacidade | Localidade          | Proprietário                      | Time                        | Inauguração | Ref(s) |
| -------------------------------------- | ---------- | ------------------- | --------------------------------- | --------------------------- | ----------- | ------ |
| Benedito Vaz Dias                      | 2.000      | Campos do Jordão    | Prefeitura de Campos do Jordão    | Liga Jordanense de Futebol  | 1962        | NA     |
| Ciccillo Matarazzo                     | 2.000      | Ubatuba             | Prefeitura de Ubatuba             | Liga Ubatubense de Futebol  | 1972        | NA     |
| Dario Rodrigues Leite                  | 16.095     | Guaratinguetá       | Prefeitura de Guaratinguetá       | Manthiqueira                | 1965        | NA     |
| Félix Guisard                          | 3.000      | Taubaté             | Prefeitura de Taubaté             | Taubaté (equipe feminina)   | 1943        | NA     |
| Joaquim de Morais Filho                | 9.600      | Taubaté             | Esporte Clube Taubaté             | Taubaté                     | 1968        | NA     |
| Estádio Municipal Ferreirão            | 5.000      | Ilhabela            | Prefeitura de Ilhabela            | NA                          | NA          | NA     |
| Martins Pereira †                      | 16.500     | São José dos Campos | Prefeitura de São José dos Campos | São José e Joseense         | 1968        | NA     |
| Stavros Papadopoulos                   | 4.090      | Jacareí             | Jacareí Atlético Clube            | Jacareí                     | 2001        | NA     |
| XV de Novembro                         | 5.159      | Caraguatatuba       | Esporte Clube XV de Caraguá       | XV de Caraguá               | NA          | NA     |
| Estádio Municipal Sátiro de Oliveira   | 5.000      | Caçapava            | Prefeitura de Caçapava            | Liga Caçapavense de Futebol | 1971        | NA     |
| Estádio Doutor Antônio Pinheiro Júnior | 3.000      | Pindamonhangaba     | Associação Atlética Ferroviária   | Pinda e Ferroviária         | 1948        | NA     |

## Regiões de Campinas e Jundiaí
† Maior estádio da região
| Estádio                                | Capacidade | Localidade               | Proprietário                            | Time                    | Inauguração | Ref(s) |
| -------------------------------------- | ---------- | ------------------------ | --------------------------------------- | ----------------------- | ----------- | ------ |
| Agostinho Prada                        | 9.483      | Limeira                  | Prefeitura de Limeira                   | Independente            | 1946        | NA     |
| Aldévio Barbosa de Lemos               | 5.400      | Campo Limpo Paulista     | Prefeitura de Campo Limpo Paulista      | CA Bandeirante          | 1976        | NA     |
| Alexandre Augusto Camacho              | 3.400      | Mogi Guaçu               | Prefeitura de Mogi Guaçu                | Guaçuano                | NA          | NA     |
| Alfredo Chiavegato                     | 15.000     | Jaguariúna               | Prefeitura de Jaguariúna                | Jaguariuna              | 1996        | NA     |
| Antônio Barbosa Pinto da Fonseca       | 3.200      | Serra Negra              | Prefeitura de Serra Negra               | NA                      | 1996        | NA     |
| Antonio Lins Ribeiro Guimarães         | 14.913     | Santa Bárbara d'Oeste    | União Agrícola Barbarense Futebol Clube | União Barbarense        | 1921        | NA     |
| Barão da Serra Negra                   | 18.000     | Piracicaba               | Prefeitura de Piracicaba                | XV de Piracicaba        | 1965        | NA     |
| Brinco de Ouro †                       | 29.130     | Campinas                 | Guarani Futebol Clube                   | Guarani                 | 1953        | NA     |
| Capivari Arena                         | 12.000     | Capivari                 | Prefeitura de Capivari                  | Capivariano             | 1992/2015   | NA     |
| Cerecamp                               | 4.000      | Campinas                 | Prefeitura de Campinas                  | NA                      | 1940        | NA     |
| Centro Olímpico Municipal de Cerquilho | 1.000      | Cerquilho                | Prefeitura de Cerquilho                 | Ducks Futebol Americano | 2003        | NA     |
| Cícero de Souza Marques                | 1.000      | Bragança Paulista        | Prefeitura de Bragança Paulista         | N/A                     | N/A         | N/A    |
| Décio Vitta                            | 16.300     | Americana                | Prefeitura de Americana                 | Rio Branco              | 1977        | NA     |
| Fernando Costa                         | 5.000      | Espírito Santo do Pinhal | Prefeitura de Espírito Santo do Pinhal  | Ginásio Pinhalense      | NA          | NA     |
| Getúlio Vargas Filho                   | 3.000      | São João da Boa Vista    | Palmeiras Futebol Clube                 | Palmeiras FC            | NA          | NA     |
| Ítalo Mário Limongi                    | 7.820      | Indaiatuba               | Esporte Clube Primavera                 | Primavera               | 1961        | NA     |
| Jayme Cintra                           | 13.905     | Jundiaí                  | Paulista Futebol Clube                  | Paulista                | 1957        | NA     |
| Prefeito José Costa                    | 15.727     | Espírito Santo do Pinhal | Prefeitura de Espírito Santo do Pinhal  | Ginásio Pinhalense      | NA          | NA     |
| José Francisco Breda                   | 10.002     | Hortolândia              | Prefeitura de Hortolândia               | SEV Hortolândia         | 2006        | NA     |
| José Levy Sobrinho                     | 18.000     | Limeira                  | Prefeitura de Limeira                   | Internacional           | 1977        | NA     |
| Leonardo Barbieri                      | 7.329      | Águas de Lindóia         | Prefeitura de Águas de Lindóia          | Brasilis                | 1972        | NA     |
| Luís Perissinoto                       | 5.000      | Paulínia                 | Prefeitura de Paulínia                  | Paulínia                | 2007        | NA     |
| Luiz Alves de Almeida                  | 1.000      | Santa Bárbara d'Oeste    | Clube Atlético Usina Santa Bárbara      | Usina Santa Bárbara     | NA          | NA     |
| Moisés Lucarelli                       | 17.728     | Campinas                 | Associação Atlética Ponte Preta         | Ponte Preta             | 1948        | NA     |
| Nabi Abi Chedid (RedBull Arena)        | 15.010     | Bragança Paulista        | Red Bull Bragantino                     | Red Bull Bragantino     | 1949        | NA     |
| Natal Gazzetta                         | 1.500      | Nova Odessa              | Prefeitura de Nova Odessa               | Nova Odessa             | 1979        | NA     |
| Octávio da Silva Bastos                | 10.002     | São João da Boa Vista    | Prefeitura de São João da Boa Vista     | NA                      | 2006        | NA     |
| Oscar de Andrade Nogueira              | 2.000      | São João da Boa Vista    | Sociedade Esportiva Sanjoanense         | Sanjoanense             | NA          | NA     |
| Salvador Russani                       | 3.000      | Atibaia                  | Prefeitura de Atibaia                   | Sport Club Atibaia      | NA          | NA     |
| Urbano Archangelo                      | 3.000      | Conchal                  | Prefeitura de Conchal                   | NA                      | NA          | NA     |
| Vail Chaves                            | 19.900     | Mogi Mirim               | Mogi Mirim Esporte Clube                | Mogi Mirim              | 1981        | NA     |
| Wanderley José Vicentini               | 3.262      | Pedreira                 | Prefeitura de Pedreira                  | NA                      | 1977        | NA     |

## Regiões de Araraquara e São Carlos
† Maior estádio da região 
| Estádio                  | Capacidade | Localidade                 | Proprietário                             | Time                                                       | Inauguração | Ref(s) |
| ------------------------ | ---------- | -------------------------- | ---------------------------------------- | ---------------------------------------------------------- | ----------- | ------ |
| Bellarmino Del Nero      | 4.935      | Pirassununga               | Clube Atlético Pirassununguense          | Pirassununguense                                           | 1931        | NA     |
| Benitão                  | 8.136      | Rio Claro                  | Prefeitura de Rio Claro                  | Velo Clube                                                 | 1972        | NA     |
| Botânico                 | 4.156      | Araraquara                 | Prefeitura de Araraquara                 | Campeonatos Amador e Varzeano                              | 1930/2008   | NA     |
| Bruno Lazzarini          | 6.701      | Leme                       | Prefeitura de Leme                       | Lemense                                                    | 1980        | NA     |
| Comendador Freitas       | 1.000      | Araraquara                 | Usina Tamoio Futebol Clube               | Usina Tamoio FC, Ibaté FC                                  | 1932        | NA     |
| Dagnino Rossi            | 5.000      | Ibaté                      | Prefeitura de Ibaté                      | Clube Atlético Ibateense                                   | 1993        | NA     |
| Engenho Grande           | NA         | Araras                     | Usina São João                           | Usina São João                                             | 1959        | NA     |
| Felisberto Bortoletto    | 2.500      | Descalvado                 | CERD                                     | CERD                                                       | NA          | NA     |
| Fonte Luminosa †         | 20.205     | Araraquara                 | Prefeitura de Araraquara                 | Ferroviária                                                | 1951/2009   | NA     |
| Hermínio Ometto          | 16.096     | Araras                     | União São João                           | União São João                                             | 1988        | NA     |
| Hudson Buck Ferreira     | 4.796      | Matão                      | Prefeitura de Matão                      | Matonense                                                  | 1940        | NA     |
| João dos Santos Meira    | 1.000      | Casa Branca                | Prefeitura de Casa Branca                | Campeonatos Amador e Varzeano                              | 1933        | NA     |
| Joaquim Justo            | 5.000      | Américo Brasiliense        | Prefeitura de Américo Brasiliense        | Américo Esporte Clube                                      | 1982        | NA     |
| José Pereira da Silva    | 5.500      | Santa Rita do Passa Quatro | Prefeitura de Santa Rita do Passa Quatro | Santa Ritense                                              | NA          | NA     |
| João Ratti               | 1.000      | São Carlos                 | Família Ratti                            | Estrela da Bela Vista                                      | 1956        | NA     |
| Luís Augusto de Oliveira | 10.000     | São Carlos                 | Prefeitura de São Carlos                 | Sãocarlense, São Carlos, Paulistinha e Grêmio São-Carlense | 1956/1968   | [ 13 ] |
| Paulista                 | 2.000      | São Carlos                 | São Carlos Clube                         | Paulista, Bandeirantes e São Carlos Clube                  | 1921/1957   | NA     |
| Rui Barbosa              | 1.000      | São Carlos                 | Prefeitura de São Carlos                 | Paulista, Ruy Barbosa e Brasília AC (fechado)              | 1932/1958   | NA     |
| Schmidtão                | 6.284      | Rio Claro                  | Prefeitura de Rio Claro                  | Rio Claro                                                  | 1973        | NA     |
| São Sebastião            | 7.800      | Mococa                     | Prefeitura de Mococa                     | Radium (fechado)                                           | NA          | NA     |
| Taquarão                 | 16.805     | Taquaritinga               | Prefeitura de Taquaritinga               | CA Taquaritinga                                            | 1983        | NA     |
| Tonico Varella           | 3.000      | Ribeirão Bonito            | Prefeitura de Ribeirão Bonito            | Ribeirão Bonito                                            | NA          | NA     |
| Vila Famosa              | 3.402      | Porto Ferreira             | Prefeitura de Porto Ferreira             | Palmeirinha                                                | 1966        | NA     |
| Zezinho Magalhães        | 12.978     | Jaú                        | XV de Jaú                                | XV de Jaú                                                  | 1973        | NA     |
| Zuzão                    | 2.000      | São Carlos                 | Prefeitura de São Carlos                 | Campeonatos Amador e Varzeano                              | 1980        | NA     |
|                          |            |                            |                                          |                                                            |             |        |

## Ribeirão Preto e Região
† Maior estádio da região 
| Estádio                                | Capacidade | Localidade           | Proprietário                       | Time                | Inauguração | Ref(s) |
| -------------------------------------- | ---------- | -------------------- | ---------------------------------- | ------------------- | ----------- | ------ |
| Estádio José Vessi (Bela Vista)        | NA         | Cravinhos            | Prefeitura de Cravinhos            | Cravinhos           | NA          | NA     |
| Estádio Coronel Nhô Chico (Bela Vista) | NA         | Franca               | Prefeitura de Franca               | Francana            | 1922/1947   | NA     |
| Costa Coelho                           | NA         | Ribeirão Preto       | Esporte Clube Mogiana              | Mogiana e Comercial | 1941        | NA     |
| Fortaleza                              | 13.007     | Barretos             | Prefeitura de Barretos             | Barretos            | 1939        | NA     |
| Frederico Dalmaso                      | 7.860      | Sertãozinho          | Prefeitura de Sertãozinho          | Sertãozinho         | 1968        | NA     |
| Jardim das Rosas                       | 3.300      | Jaboticabal          | Prefeitura de Jaboticabal          | Jaboticabal         | 1992        | NA     |
| Estádio J. D. Martins                  | NA         | Cravinhos            | Prefeitura de Cravinhos            | Cravinhos           | NA          | NA     |
| Lancha Filho                           | 14.686     | Franca               | Prefeitura de Franca               | Francana            | 1970        | NA     |
| Estádio Doutor José Ribeiro Fortes     | NA         | São Joaquim da Barra | Prefeitura de São Joaquim da Barra | São Joaquim         | NA          | NA     |
| Estádio Orlando Seixas Rego            | NA         | Ituverava            | Prefeitura de Ituverava            | Ituveravense        | NA          | NA     |
| Oswaldo Scatena                        | 15.000     | Batatais             | Batatais Futebol Clube             | Batatais            | 1954        | NA     |
| Otacília Patrício Arroyo               | 13.100     | Monte Azul Paulista  | Atlético Monte Azul                | Monte Azul          | NA          | NA     |
| Estádio Ovidio Carramaschi             | NA         | São Simão            | Prefeitura de São Simão            | Quirinense          | NA          | NA     |
| Estádio do Palmeiras                   | NA         | Altinópolis          | Prefeitura de Altinópolis          | Palmeiras           | 1947        | NA     |
| Palma Travassos                        | 18.277     | Ribeirão Preto       | Comercial Futebol Clube            | Comercial           | 1964        | NA     |
| Santa Cruz †                           | 28.946     | Ribeirão Preto       | Botafogo Futebol Clube             | Botafogo            | 1968        | NA     |
| Sócrates Stamato (Arena Bebedouro)     | 15.300     | Bebedouro            | Prefeitura de Bebedouro            | Inter de Bebedouro  | NA          | NA     |
| Estádio Virgílio Ferreira Jorge        | NA         | Orlândia             | Prefeitura de Orlândia             | Orlândia            | NA          | NA     |

## São José do Rio Preto e Região
† Maior estádio da região
| Estádio                         | Capacidade | Localidade            | Proprietário                 | Time                     | Inauguração | Ref(s) |
| ------------------------------- | ---------- | --------------------- | ---------------------------- | ------------------------ | ----------- | ------ |
| Amaros                          | 10.000     | Itápolis              | Prefeitura de Itápolis       | Oeste                    | 1928        | NA     |
| Anísio Haddad (Rio Preto Arena) | 14.014     | São José do Rio Preto | Rio Preto Esporte Clube      | Rio Preto                | 1968        | NA     |
| Antônio Pereira Braga           | 4.660      | José Bonifácio        | Prefeitura de José bonifácio | José Bonifácio           | 196?        | NA     |
| Benedito Teixeira (Teixeirão) † | 32.168     | São José do Rio Preto | América Futebol Clube        | América                  | 1996        | NA     |
| Campos Maia                     | 15.000     | Mirassol              | Prefeitura de Mirassol       | Mirassol                 | 1925        | NA     |
| Cláudio Rodante                 | 7.850      | Fernandópolis         | Prefeitura de Fernandópolis  | Fernandópolis            | 1953        | NA     |
| Jorge Ismael de Biasi           | 12.398     | Novo Horizonte        | Grêmio Novorizontino         | Grêmio Novorizontino     | 1987        | NA     |
| Josué Quirino de Moraes         | 4.000      | Novo Horizonte        | Prefeitura de Novo Horizonte | Grêmio Novorizontino     | 1970        | NA     |
| Plínio Marin                    | 8.145      | Votuporanga           | Prefeitura de Votuporanga    | Votuporanguense          | 1975/2016   | NA     |
| Roberto Rollemberg              | 7.680      | Jales                 | Prefeituras de Jales         | Jalesense                | NA          | NA     |
| Silvio Salles                   | 16.474     | Catanduva             | Prefeitura de Catanduva      | Catanduvense e Catanduva | 1998        | NA     |
| Tereza Breda                    | 15.022     | Olímpia               | Prefeitura de Olímpia        | Olímpia                  | 1949        | NA     |

## Noroeste Paulista
† Maior estádio da região
| Estádio                              | Capacidade | Localidade              | Proprietário                          | Time                                               | Inauguração | Ref(s) |
| ------------------------------------ | ---------- | ----------------------- | ------------------------------------- | -------------------------------------------------- | ----------- | ------ |
| Adhemar de Barros                    | 11.284     | Araçatuba               | Prefeitura de Araçatuba               | Araçatuba                                          | 1940        | NA     |
| Alberto Leite de Almeida             | 12.354     | Martinópolis            | Prefeitura de Martinópolis            | NA                                                 | NA          | NA     |
| Alfredo de Castilho                  | 15.420     | Bauru                   | Esporte Clube Noroeste                | Noroeste                                           | 1935/1960   | NA     |
| Alonso Carvalho Braga                | 12.000     | Tupã                    | Prefeitura de Tupã                    | Tupã                                               | 1942        | NA     |
| AMEA                                 | 12.785     | Martinópolis            | Privado                               | NA                                                 | NA          | NA     |
| Antônio Viana da Silva               | 8.525      | Assis                   | Prefeitura de Assis                   | Assisense                                          | 1992        | NA     |
| Archangelo Brega                     | 5.242      | Lençóis Paulista        | Prefeitura de Lençóis Paulista        | Lençoense                                          | NA          | NA     |
| Aristeu R. de Carvalho               | NA         | Assis                   | NA                                    | Derac de Assis                                     | NA          | NA     |
| Bento de Abreu                       | 15.010     | Marília                 | Prefeitura de Marília                 | Marília                                            | 1967        | NA     |
| Breno Ribeiro do Val                 | 11.784     | Osvaldo Cruz            | Prefeitura de Osvaldo Cruz            | Osvaldo Cruz                                       | 1955        | NA     |
| Evandro Brembatti Calvoso            | 7.390      | Andradina               | Prefeitura de Andradina               | Andradina EC                                       | 19??        | NA     |
| Farid Jorge Resegue                  | 3.000      | Bariri                  | Prefeitura de Bariri                  | CAL Bariri                                         | NA          | NA     |
| Fernando Martins Mário Silva Pereira | 12.345     | Assis                   | Prefeitura de Assis                   | Ferroviária                                        | NA          | NA     |
| Gilberto Siqueira Lopes              | 15.770     | Lins                    | Prefeitura de Lins                    | Linense                                            | 1962        | NA     |
| Coronel João Bento Martins           | NA         | Martinópolis            | Prefeitura de Martinópolis            | Martins                                            | NA          | NA     |
| Leônidas Camarinha                   | 6.000      | Santa Cruz do Rio Pardo | Prefeitura de Santa Cruz do Rio Pardo | Santacruzense                                      | 1950        | NA     |
| Manoel Leão Rego                     | NA         | Palmital                | Prefeitura de Palmital                | Palmital                                           | NA          | NA     |
| Marcelino de Souza                   | NA         | Assis                   | Prefeitura de Assis                   | NA                                                 | NA          | NA     |
| Miguel Assad Taraia                  | NA         | Palmital                | Prefeitura de Palmital                | NA                                                 | NA          | NA     |
| Paulo Constantino †                  | 45.954     | Presidente Prudente     | Prefeitura de Presidente Prudente     | Grêmio Prudente                                    | 1982        | NA     |
| Pedro Marin Berbel                   | 8.240      | Birigui                 | Prefeitura de Birigui                 | Bandeirante                                        | 1983        | NA     |
| Tenente Carriço                      | 8.769      | Penápolis               | Prefeitura de Penápolis               | Penapolense                                        | 1928        | NA     |
| Djalma Baia                          | N/A        | Ourinhos                | Prefeitura de Ourinhos                | Atlético Ourinhense                                | NA          | NA     |
| Clube Ferroviário                    | 500        | Bernardino de Campos    | Prefeitura de Bernardino de Campos    | Esporte Clube Ferroviário                          | NA          | NA     |
| AA Bernardinense                     | NA         | Bernardino de Campos    | NA                                    | AA Bernardinense                                   | NA          | NA     |
| Tonico Lobeiro                       | NA         | Óleo                    | Prefeitura de Óleo                    | Óleo FC, CE Oleense, Associação Atléticana Manduri | NA          | NA     |
| Gilberto Moraes Lopes                | NA         | Piraju                  | Prefeitura de Piraju                  | Piraju FC                                          | NA          | NA     |
| Belgrave Teixeira de Carvalho        | NA         | Fartura                 | Prefeitura de Fartura                 | CA Farturense                                      | NA          | NA     |

## Região Sorocabana e Vale do Ribeira
† Maior estádio da região
| Estádio                            | Capacidade | Localidade   | Proprietário                       | Time                      | Inauguração | Ref(s) |
| ---------------------------------- | ---------- | ------------ | ---------------------------------- | ------------------------- | ----------- | ------ |
| Domenico Paolo Metidieri           | 1.034      | Votorantim   | Prefeitura de Votorantim           | Votoraty                  | 1923        | NA     |
| Ernesto Rocco                      | 6.160      | Porto Feliz  | Prefeitura de Porto Feliz          | Desportivo Brasil         | 2011        |        |
| Humberto Reale                     | 9.000      | Sorocaba     | Esporte Clube São Bento            | São Bento                 | 1934        | NA     |
| José Santana de Oliveira           | NA         | Itapetininga | Prefeitura de Itapetininga         | Clube Atlético Sorocabana | NA          | NA     |
| José Ravacci Filho                 | NA         | Itapetininga | Prefeitura de Itapetininga         | Itapetininga              | NA          | NA     |
| José Sidney Cunha                  | 10.022     | Capão Bonito | Prefeitura de Capão Bonito         | Elosport Capão Bonito     | NA          | NA     |
| Doutor Julien Fouque               | 600        | Porto Feliz  | Associação Atlética Portofelicense | Portofelicense            | 1943        | NA     |
| Marcos Truvilho                    | 3.720      | Ibiúna       | Prefeitura de Ibiúna               | NA                        | NA          | NA     |
| Novelli Júnior †                   | 18.560     | Itu          | Prefeitura de Itu                  | Ituano                    | 1947        | NA     |
| Estádio Municipal de Itapeva       | NA         | Itapeva      | Prefeitura de Itapeva              | NA                        | NA          | NA     |
| Engenheiro Péricles D'Ávila Mendes | NA         | Itapetininga | Prefeitura de Itapetininga         | Derac de Itapetininga     | NA          | NA     |
| Rui Costa Rodrigues                | 6.000      | Sorocaba     | Prefeitura de Sorocaba             | Projeto Craques do Amanhã | NA          | NA     |
| Walter Ribeiro - CIC               | 13.772     | Sorocaba     | Prefeitura de Sorocaba             | São Bento                 | 1978        | NA     |
| Vergínio Holtz                     | 5.570      | Itararé      | Prefeitura de Itararé              | Itararé                   | 1950        | NA     |
| Dr. Gualter Nunes                  | 4.000      | Tatuí        | N/A                                | XI de Agosto              | 1935        | NA     |
| José Rubens do Amaral Lincoln      | NA         | Tatuí        | NA                                 | NA                        | NA          | NA     |
| Menotti de Campos                  | NA         | Tatuí        | NA                                 | NA                        | NA          | NA     |
| Alberto Bertelli                   | N/A        | Registro     | Prefeitura de Registro             | Comercial de Registro     | 1968        | NA     |
| Quintinho de Lima                  | NA         | São Roque    | Prefeitura de São Roque            | NA                        | NA          | NA     |
| Zito Godinho                       | NA         | São Roque    | Canguera                           | Canguera                  | 1988        | NA     |